# Achoerodus viridis
 Achoerodus viridis és una espècie de peix de la família dels làbrids i de l'ordre dels perciformes present al sud-est d'Austràlia. Els mascles poden assolir els 62 cm de longitud total.